# Wings Over Gillespie
Wings Over Gillespie es una exhibición de vuelo que se celebra el primer fin de semana de mayo en El Cajón, California. Está organizada y dirigida por el Air Group One, un grupo de pilotos de San Diego perteneciente a la Commemorative Air Force.
Esta feria es una visita habitual para pilotos de guerra, ya que la gran mayoría de los participantes de la misma realizan maniobras típicas de conflictos bélicos. Es por ello que las aeronaves que se suelen encontrar aquí sean militares.